# Geschichte der Matriarchatstheorien
Die Geschichte der Matriarchatstheorien beginnt mit rechtshistorischen und ethnologischen Beiträgen des 18. und des 19. Jahrhunderts. Gegenstand von Matriarchatstheorien sind die Entstehung und Ausbreitung von matrilinearen, matrilokalen und matriarchalen, aber auch von patriarchalen Gesellschaften sowie deren geschichtliche und gegenwärtige Ausprägungen. Beteiligt sind Forschungsbereiche vor allem aus der Geschichtswissenschaft, Archäologie, Ethnologie und der Soziologie. Im Verlauf der Ideen- und Forschungsgeschichte wurden Vorstellungen von Matriarchaten vor dem Hintergrund unterschiedlichster Ideologien formuliert und aufgegriffen, etwa des Marxismus, des Nationalsozialismus, der Kosmiker sowie unterschiedlicher gesellschaftlicher Strömungen wie Feminismus, Lebensreformbewegung und New Age.
Bestandteil vieler Matriarchatstheorien ist die Idee, in unterschiedlichsten Kulturen habe eine Phase des Matriarchats existiert, worunter die meisten frühen Forscher auch eine Herrschaftsbeteiligung oder vorrangige gesellschaftliche Herrschaft von Frauen verstanden. Diese Phase sei dann durch ein Patriarchat, wie es aktuell nahezu global Bestand habe, abgelöst worden. Wie dieser Umbruch erfolgt sei, wird in vielen Theorien ebenfalls allgemein zu erklären versucht. Dabei wurde oft auch die Idee einer „Großen Göttin“ vertreten. Die Entwicklung und die Aufnahme von Matriarchatsideen sind Gegenstand von rezeptionsgeschichtlichen, ideen- und wissenschaftsgeschichtlichen sowie wissenschaftssoziologischen Studien. Die Althistorikerin Elke Hartmann fasste diesbezüglich 2004 zusammen: „Das Matriarchat dient immer als Projektionsfläche, um aktuelle Vorstellungen der Geschlechterordnung zu reflektieren.“
Neuere Thesen zur Möglichkeit jungsteinzeitlicher Matriarchate brachten 2022 der Kulturanthropologe David Graeber und der Archäologe David Wengrow in die Diskussion.

## Überblick
Anschließend an rechtshistorische und ethnologische Studien des 19. Jahrhunderts wird im Kontext des historischen Materialismus das „Matriarchat“ als eine allgemeine und notwendige Stufe der Gesellschaften der Ur- und Frühgeschichte angenommen. Im zwanzigsten Jahrhundert gehörten Matriarchatstheorien zum Bestand marxistisch orientierter Kulturwissenschaften. Dabei wurden auch schwärmerische Elemente mit historischen Tatsachen verbunden, um einen Gegenentwurf zur patriarchalischen Struktur westlicher Industriegesellschaften zu gewinnen. Das Patriarchat wurde weitgehend für soziale Zustände und moralische und psychologische Haltungen und Zwänge verantwortlich gemacht und das Matriarchat dabei positiv als utopischer Urzustand der Gesellschaft oder abwertend als rückschrittliche Kulturstufe gedeutet.
Die These der Existenz einer allgemeinen vorgeschichtlichen matriarchalen Kulturstufe oder zumindest eines Kults einer Großen Göttin wurde vom Ende des 19. bis Mitte des 20. Jahrhunderts vor allem in der englischen Urgeschichte und Archäologie relativ häufig vertreten. Deutschsprachige Prähistoriker hatten in den 1930er Jahren die Nähe zum Nationalsozialismus gesucht. Ein herausragender Vertreter war beispielsweise Oswald Menghin, der mit seinem Buch Die Weltgeschichte der Steinzeit 1931 die Meinung vertrat, dass vor allem die neolithischen Kulturen durch ein Matriarchat geprägt gewesen wären. Als Folge übte die Ur- und Frühgeschichtsforschung in der Bundesrepublik Deutschland nach 1945 eine dezidierte Zurückhaltung im Bereich Theoriebildung.
Während in einschlägigen Fachwissenschaften der Rückgriff auf den Matriarchatsbegriff als ungeeignet für die Erforschung historischer und gegenwärtiger sozialer Systeme und der ihnen innewohnenden Macht- und Geschlechterverhältnisse abgelehnt wird, erfolgt seit Ende der 1970er Jahre eine Aneignung durch Vertreterinnen der essentialistischen Zweige der zweiten Welle des Feminismus.
Es ist weitgehender Forschungskonsens, dass „sich das Matriarchat als Mutterherrschaft spiegelbildlich zum Patriarchat historisch nicht nachweisen läßt“. Im universitären Wissenschaftsbetrieb werden zahlreiche Hypothesen und Methoden insbesondere von Klassikern der Matriarchatsforschung abgelehnt, wie beispielsweise eine historische Spekulation auf der alleinigen Basis der Interpretationen von Mythen. Ebenso umstritten ist die Anwendung von ethnologischen und anthropologischen Daten auf die Auswertung archäologischer Funde und vergleichende Annahmen von heute existierenden Ethnien mit prähistorischen Kulturen, ein Vorgehen des kulturellen Evolutionismus des 19. Jahrhunderts. Das Wörterbuch Geschichte vermerkt zum Stichwort Matriarchat lakonisch: „Die Bez[eichnung] ist irreführend und die Auffassung, das M[atriarchat] sei ein Durchgangsstadium in der Menschheitsentwicklung, wissenschaftlich unhaltbar.“

## Johann Jakob Bachofen
Mit dem Basler Juristen und Altertumsforscher Johann Jakob Bachofen (1815–1887) beginnt die Geschichte der Matriarchatstheorien. Bachofen gebrauchte das Wort Gynaikokratie (altgriechisch „Frauenherrschaft“), das in der Antike verbreitet war, abwechselnd mit Mutterrecht. Die Bezeichnung Matriarchat hat Bachofen in seinen Schriften nicht verwendet. (Als Erster benutzte der niederländische Rechtsethnologe George Alexander Wilken den Begriff „Matriarchat“ 1884 in seinem Buch Das Matriarchat (Das Mutterrecht) bei den alten Arabern.) Bachofens 1861 erschienenes Hauptwerk Das Mutterrecht: Eine Untersuchung über die Gynaikokratie der alten Welt nach ihrer religiösen und rechtlichen Natur gehörte zu den einflussreichsten Büchern des späten 19. und frühen 20. Jahrhunderts. Ähnliche Ansichten und Befunde über eine Vormachtstellung der Frau, wie sie Bachofen inspirierten, fanden sich schon in den Werken früherer Autoren, doch erst Bachofen schuf mit Das Mutterrecht eine Theorie der Menschheits- und Kulturentwicklung. Zu Lebzeiten kaum beachtet und von der Wissenschaft überwiegend abgelehnt, erfolgte nach seinem Tod insbesondere in Deutschland eine breite und vielgestaltige Rezeption von Autoren unterschiedlicher Weltanschauungen, darunter Sozialismus, Nationalsozialismus, Antifaschismus, Feminismus und Antifeminismus, wie auch von Autoren verschiedener wissenschaftlicher Disziplinen, etwa Soziologie und Psychologie, sowie in Literatur und Kunst. Über die Frauenbewegung in den 1970er Jahren fanden seine Vorstellungen über das Mutterrecht Eingang ins Allgemeinwissen. 1967 erschien eine Auswahl von Bachofens Das Mutterrecht erstmals in englischer Übersetzung und wurde von feministischen Autorinnen in den USA rezipiert.
Bachofen war überzeugt, dass das Verständnis für die gesellschaftliche Stellung der Frau essentiell sei für das Verständnis von Kultur in jeder Epoche. Und er setzte voraus: „Die Geschichte des Menschengeschlechts wird bestimmt durch den Kampf der Geschlechter.“ Anhand antiker Mythen, die er intuitiv deutete, Berichten hauptsächlich klassischer römischer und griechischer Ethnografen wie Herodot sowie archäologischer Gräbersymbolik glaubte Bachofen den Ursprung aller Religion und Kultur rekonstruieren zu können. Sein Bild von der vorklassischen Antike war durch eine zentrale Stellung der Frau geprägt. Bachofen verstand den Mythos „als unmittelbare historische Offenbarung“. Mythologische Überlieferungen fungieren demnach als realistische, wenn auch verzerrte Abbildungen vergangener Welten, die es nur richtig zu lesen gelte. So sah er beispielsweise in der Orestie des Aischylos den Übergang vom Mutterrecht zum Vaterrecht dargestellt.
Bachofens Ansatz ist evolutionistisch. Den Evolutionsgedanken kombinierte er mit einer traditionellen binären Geschlechtersymbolik:

„Dort stoffliche Gebundenheit, hier geistige Entwicklung; dort unbewusste Gesetzmäßigkeit, hier Individualismus; dort Hingabe an die Natur, hier Erhebung über dieselbe“

„[D]as Mutterrecht stammt von unten, ist chthonischer Natur und chthonischen Ursprungs; das Vaterrecht dagegen kommt von oben, ist himmlischer Natur und himmlischen Ursprungs.“

Nach Elke Hartmann habe Bachofen sein Modell der Menschheitsentwicklung in vier Stufen beschrieben, während andere, wie der Literatur- und Kulturwissenschaftler Peter Davies, von einem Dreistufenmodell ausgehen. Fachwissenschaftliche Einigkeit besteht darin, dass für Bachofen Gynäkokratie nicht das Charakteristikum eines Kulturvolks war, sondern einer Kulturstufe und der entscheidende Schritt der Kulturentwicklung der Übergang vom Mutterrecht zum Vaterrecht. Stufen des Entwicklungsmodells nach Bachofen sind:
- Hetärismus oder ungeregeltes Mutterrecht
- Amazonentum (Zwischenstufe)
- Gynaikokratie oder geordnetes Mutterrecht
- Vaterrecht oder Paternität.

Die erste Stufe, die er im Orient verortete, sei „eine Zeit des regellosen Hetärismus“ (abgeleitet von altgriechisch hetairos, Begleiter) gewesen, geprägt durch das Fehlen von Privateigentum, den täglichen Überlebenskampf und familiäre Bindungslosigkeit mit freier Paarung; Vaterschaft sei unbekannt gewesen. „Die Frau (Aphrodite, Helena) ist der stets bereite Mutterschoß, das männliche Prinzip liegt in der Befruchtung.“ Dennoch galt gemäß Bachofen bereits Muttertum oder Mutterrecht (entspricht Matrilinearität). Die Männer hätten aufgrund ihrer physischen Überlegenheit geherrscht, wogegen die Frauen schließlich revoltiert hätten. Kraft ihrer religiösen und sittlichen Qualitäten sowie unter Einsatz kriegerischer Mittel (Amazonentum) hätten sie die geordnete Gynaikokratie mit ehelicher Monogamie geschaffen, die „Blütezeit der Menschheit“, deren Protagonistinnen Hera und Demeter seien; als geografisches Beispiel nannte er Lykien.
Eine Schattenseite der Gynaikokratie sah Bachofen in der Amazone (Artemis, Penthesilea) verkörpert, da sie in ihrem androgynen Charakter von seinen Vorstellungen des weiblichen Geschlechtscharakters mit nachfolgender Mutterschaft abweiche. Gemäß Bachofen sehne sich die Amazone jedoch danach, vom Mann überwunden zu werden:

„In dem siegreichen Helden erkennt das Weib die höhere Kraft und Schönheit des Mannes. Gerne beugt es sich dieser. Müde seiner amazonischen Heldengröße […] huldigt es willig dem Manne, der ihm seine natürliche Bestimmung wiedergibt. Es erkenne, dass […] Liebe und Befruchtung seine Bestimmung ist.“

Merkmale der bachofenschen Gynaikokratie sind:
- Soziale Vorrangstellung der Mutter; alleiniges Erbrecht der Töchter; dem Mutterbruder komme eine Sonderstellung zu; Recht der Frau sich ihren Partner selbst zu wählen.
- Muttermord sei das größte Verbrechen und unsühnbar.
- In der Religion nähmen Göttinnen, ausgehend von der einen Erdgöttin, in deren Verehrung er den Ursprung jeder Religion annahm, und deren Priesterinnen eine überragende Stellung ein.
- Wirtschaftlich finde sich hoch entwickelter Ackerbau, der gemeinschaftlich von Frauen betrieben werde. Männer würden die Jagd betreiben und seien häufig abwesend.
- Politisch gelte allgemeine Gleichheit und Freiheit; die Frau stehe an der Spitze des Staates, wobei gewisse Aufgaben an Männer delegiert würden.

Bachofen gebrauchte den Terminus Gynaikokratie, doch implizierte dies bei ihm nicht Herrschaft von Frauen über Männer. Erst die Übersteigerung der Gynaikokratie habe schließlich zum Ende des Mutterrechts und zum Sieg des Vaterrechts geführt, dem eine Phase des Kampfes zwischen Amazonen und patriarchalen hellenischen und römischen Heroen vorausgegangen sei. „Die Frau überreizte ihre Macht, und es gelang den Männern die Vorherrschaft zu erlangen.“
Dieser Übergang geschah nach Bachofen im Einklang mit kosmischen Gesetzen. Den historischen Entwicklungsstufen entspricht bei ihm auch eine kosmologische Stufenleiter, die er mit religiösen Zuschreibungen verknüpft. So hält er das „Mysterium der chthonischen Religion“ für den zentralen Kult des Hetärismus und der Gynaikokratie, in dem der Mond als symbolische Repräsentanz des Weiblichen erscheint, was für die Sonne als symbolische Repräsentanz des Männlichen im Vaterrecht gilt.
„In der Gynaikokratie beherrscht die Nacht den Tag, den sie aus sich gebiert, wie die Mutter den Sohn; in dem Vaterrecht der Tag die Nacht […] Die irdische Entwicklung ringt so lange, bis sie das kosmische Vorbild der Himmelskörper in voller Wahrheit verwirklicht. Dieses letzte Ziel ist erst mit der Herrschaft des Mannes über die Frau, der Sonne über den Mond erreicht.“
Den kosmischen Sieg des „apollinischen“ männlichen Geistes über die stofflich-weibliche Natur und die Lösung aus dem Kult der Erdmütter durch die Verehrung eines transzendenten himmlischen Vatergotts hielt Bachofen für einen elementaren zivilisatorischen Fortschritt: „So fällt der Übergang aus dem Mutterrecht in das Vaterrecht mit der höheren religiösen Entwicklung der Menschheit zusammen.“
Für Bachofen war diese Entwicklung jedoch keine Endstufe; er sah Geschichte durchzogen von immer neuen Auseinandersetzungen dieser beiden antagonistischen Prinzipien. Darum bedeute Vaterrecht auch, dass Männer soziale und juristische Strukturen entwickeln mussten, um ihre Rechte als Väter zu behaupten, da sich Frauen ihrer Mutterschaft immer gewiss seien.
Bachofen sah seine Theorie durch die Resultate anthropologischer Arbeiten in den 1860er und 1870er Jahren bestätigt (John Ferguson McLennan, Lewis Henry Morgan). Die zu Beginn des 19. Jahrhunderts in der deutschsprachigen Geschichtswissenschaft aufgekommenen Methoden des Positivismus und der Quellenkritik lehnte er jedoch ab, da es darum gehe, sich in die antike Welt und ihre Vorstellungen einzudenken, anstatt dem Wahrheitsgehalt der Quellen auf den Grund zu gehen.
Einordnung
- Elke Hartmann würdigt Bachofen als richtungweisend: Er habe den hohen Stellenwert der Religion für die antiken Gesellschaften herausgearbeitet, sein Werk sei „[…] Wegbereiter sowohl eines komparatistischen wie eines – heute vielfach bemühten – transdisziplinären Ansatzes.“[30]
- Peter Davies betont aus kulturwissenschaftlicher Perspektive, dass es für die spätere Rezeption von Bachofen nicht wichtig gewesen sei, ob dessen Modell historisch wahr ist, sondern dass er Frauen erstmals als Schöpferinnen von Kultur und Religion beschrieben habe.[31]
- Die Religionswissenschaftlerin Susanne Lanwerd und der Historiker Felix Wiedemann weisen darauf hin, dass durch Bachofen erstmals das Geschlechterverhältnis historistiziert und die Naturgegebenheit der patriarchalen Familienordnung negiert wurde. Dabei habe er alles andere als eine Kritik des patriarchalen Geschlechtermodells im Sinn gehabt, sondern vielmehr beabsichtigt, dieses zu legitimieren.[32][33]
- Für die feministische Philosophin Helga Laugsch ist Bachofens Theorie für eine Gleichberechtigung von Frauen und Männern, einer Reflexion ihrer angeblich natürlichen und historischen Rollen, nicht zu gebrauchen, da er sein „Mutterrecht“ mit einer klaren Absage zu Emanzipationsbestrebungen verknüpfte.[34]
- Die Kulturwissenschaftlerin Meret Fehlmann stellt fest, dass alle drei Frauentypen in Bachofens Stufenmodell männlichen Vorstellungen entsprechen: die Hetäre – ein sexuelles Wunschbild, die sexuell verfügbare willige Frau; die Mutter – die sexuell neutralisierte Frau, die ihrer so genannten natürlichen Bestimmung nachkommt; und die männerfeindliche Amazone – das sexuelle Angstbild.[35]
- Stefanie von Schnurbein befindet, Bachofen könne nicht als Entdecker des Matriarchats gelten, wohl aber als Entdecker von Matriarchatsmythen.[36]

## Vor 1914

### Lewis Henry Morgan
Lewis Henry Morgan gilt als der Begründer der Verwandtschaftsanthropologie, denn er erkannte, dass Verwandtschaft in traditionellen Gesellschaften das zentrale Organisationssystem bildet. Seine Studien gehören neben denen von Lafitau zu den Grundlagen der Forschung zum Indianerstamm der Irokesen. Der Missionar und Ethnograph Joseph-François Lafitau kam Ende des 18. Jahrhunderts zu der Erkenntnis, dass die Irokesen ein anderes Verwandtschaftssystem verwenden als die Europäer. Wie Johann Jakob Bachofen und John Ferguson McLennan zählt Morgan zu den bedeutendsten Evolutionisten des 19. Jahrhunderts. Und wie diese hatte Morgan ein Studium der Jurisprudenz absolviert. Meret Fehlmann erklärt diesen Umstand damit, dass mit dem Recht ein erstes Verständnis für Verwandtschaftstrukturen gegeben war, das zugleich analytische Kategorien und Techniken vermittelte. Der kulturelle Evolutionismus ging davon aus, dass alle Menschengruppen die gleichen Entwicklungsstufen durchlaufen, und folgerte, dass man lebende mit vergangenen Kulturen vergleichen, ursprüngliche Völker als Repräsentanten eines primitiven Zustands betrachten könne. Der Evolutionismus sei oft als Ausdruck eines ungebrochenen Fortschrittsglaubens gedeutet worden, doch habe er sich ebenso stark für die Überreste früherer Entwicklungsstufen in der gegenwärtigen Zivilisation interessiert.
Morgan wuchs in der Nähe eines Irokesen-Reservats auf, unternahm Feldforschung, war mit dem Seneca-Häuptling Ely Samuel Parker befreundet und unterstützte zeit seines Lebens indianische Aktivitäten. Dies unterschied ihn von den meisten Anthropologen seiner Zeit, die lediglich Berichte von Reisenden und Missionaren auswerteten. 1860 begann Morgan ein außergewöhnliches Forschungsprojekt: Er verschickte weltweit an Missionare, Kolonialbeamte und Händler Fragebögen, deren Beantwortung Auskunft zu Verwandtschaftssystemen geben sollten. Auf diesem Hintergrund und seiner eigenen Untersuchung über Herkunft und innerer Verwandtschaft der Irokesen-Stämme klassifizierte er Grundtypen von Verwandtschaftstufen und versuchte eine umfassende Entwicklungsgeschichte des Menschen von der Wildheit über die Barbarei bis zur Zivilisation zu entwerfen. Seine Theorie publizierte er in seinem bekanntesten Werk Ancient Society (1877). Wie Bachofen nahm Morgan ein allgemeines und ursprüngliches Mutterecht an und war überzeugt, dass matrilineare und matrilokale Sozialformen, wie er sie bei den Irokesen vorgefunden hatte, Vorteile für Frauen aufwiesen, weil sie in ihrer gewohnten Umgebung verblieben und gemeinsam das Land bepflanzten, während der Übergang zur Patrilinearität mit Monogamie mit negativen Folgen für die soziale Stellung der Frau verbunden gewesen sei.

„[…] I have referred to the unfavorable influence upon the position of women which was produced by a change of descent from the female line to the male, and by the rise of the monogamian family, which […] placed the wife and mother in a single house and separated her from the gentile kindered.“

Als einziger unter den Evolutionisten plädierte er für eine Verbesserung der Familie in Hinblick auf die Gleichstellung der Geschlechter. Morgans Werk hatte entscheidenden Einfluss auf die marxistische Rezeption von Bachofen.

### Friedrich Engels
Friedrich Engels’ Werk Der Ursprung der Familie, des Privateigenthums und des Staats (1884) gilt als Klassiker der marxistischen Theorie. Engels kannte die Schriften von J. J. Bachofen, folgte jedoch in seiner Argumentation in weiten Strecken L. H. Morgan und nahm wie dieser ein ursprüngliches Mutterrecht an. Den Übergang zum Patriarchat erklärte Engels mit der zunehmenden gesellschaftlichen Arbeitsteilung und Arbeitsproduktivität durch die Einführung von Ackerbau, Viehzucht und Metallverarbeitung. Weil jetzt erstmals ein gesellschaftliches Mehrprodukt erzeugt werden konnte, sei es zur verstärkten Anhäufung von Privatbesitz gekommen und damit hätten die Männer einen Anreiz gehabt, diesen ausschließlich an ihre leiblichen Nachkommen zu vererben. Damit sei für sie die Feststellung der biologischen Vaterschaft wichtiger geworden. Deshalb musste aus ihrer Sicht die Sexualität der Frauen eingeschränkt und kontrolliert werden. Auch durch die geschlechtsspezifische Arbeitsteilung, die den Männern angeblich prestigereichere Tätigkeiten zuwies, sei ihre Position gestärkt worden. Im Unterschied zu Bachofen kritisierte Engels die Konsequenzen für die Frauen.

„Der Umsturz des Mutterrechts war die weltgeschichtliche Niederlage des weiblichen Geschlechts. Der Mann ergriff das Steuer auch im Hause, die Frau wurde entwürdigt, geknechtet, Sklavin seiner Lust und bloßes Werkzeug der Kinderzeugung. Diese erniedrigte Stellung der Frau, wie sie namentlich bei den Griechen der heroischen und noch mehr der klassischen Zeit offen hervortritt, ist allmählich beschönigt und verheuchelt, auch stellenweise in mildere Form gekleidet worden; beseitigt ist sie keineswegs.“

Nach Engels war Mutterrecht zwar eine wichtige Epoche der Menschheitsgeschichte, zunehmende Arbeitsproduktivität führe jedoch unvermeidlich zu Statusunterschieden zwischen Männern und Frauen, zur Entstehung des Staates und von Klassen. Eine wirkliche Gleichberechtigung der Geschlechter könne es nur im Sozialismus bzw. Kommunismus geben.
Engels Theorie zur Patriarchatsentstehung gehört zum Bestand marxistischer Autoren, z. B. Ernst Bornemann (Das Patriarchat, 1975) Die marxistische Deutungsweise der Urgeschichte machte sich auch in der sowjetischen Archäologie bemerkbar: die in den 1920er und 30er Jahren entdeckten paläolithischen Venusfiguren galten als Belege für ein urkommunistisches Matriarchat.
Der Kulturwissenschaftler Peter Davies vertritt die Auffassung, feministische Autorinnen seit den 1970er Jahren hätten Bachofen durch die Brille von Engels Werk Der Ursprung der Familie gelesen.

#### Rezeption durch August Bebel
August Bebel, Mitbegründer der deutschen Sozialdemokratie, ergänzte ab der neunten Auflage (1891) sein Werk Die Frau und der Sozialismus (Erstausgabe 1879), ein Klassiker der sozialistischen und feministischen Literatur, um das Kapitel Die Frau in der Vergangenheit, in dem er sich Engels’ These eines mutterrechtlichen Ursprungs der menschlichen Gesellschaft anschloss.

„Die Geltung des Mutterrechts bedeutete Kommunismus, Gleichheit aller; das Aufkommen des Vaterrechts bedeutete Herrschaft des Privateigentums und zugleich bedeutete es Unterdrückung und Knechtung der Frau.“

Bebel fasste die Beschränkung der Frau auf ihre biologische Funktion als Hauptursache ihrer Unterdrückung auf; die Ehe in der kapitalistischen Gesellschaft kritisierte er als Produkt einer auf Erwerb und Eigentum fixierten Denkweise. Seine Vision vom ‚goldenen Zeitalter‘ sah er nicht in einer Rückkehr zum Mutterrecht verwirklicht, sondern in der Abschaffung der kapitalistischen Gesellschaft:

„Die volle Emanzipation der Frau und ihre Gleichstellung mit dem Mann ist eines der Ziele unserer Kulturentwicklung […] Die Klassenherrschaft hat für immer ihr Ende erreicht, aber mit ihr auch die Herrschaft des Mannes über die Frau.“

Erst in den 1920er Jahren begannen sozialistische Denker Marxismus mit Matriarchat zu kombinieren (z. B. Maria und Paul Krische, Wilhelm Reich).

## 1914–1974

### Nationalsozialistische und andere völkische Autoren
Zahlreiche völkische und unter diesen auch nationalsozialistische Autoren beschäftigten sich mit dem Matriarchat. Zu den frühen Autorinnen gehörte Mathilde Ludendorff, die Ehefrau des Generals und späteren Nationalsozialisten Erich Ludendorff. Sie vertrat eine Lebensphilosophie, die von einer ursprünglichen Gynäkokratie ausging. Sie betrachtete die Frau als Erhalterin des Volkes und war überzeugt, dass der Herrscherwillen des Mannes ihr Wesen geschädigt hatte (Das Weib und seine Bestimmung, 1917). Ludendorff propagierte einen „artgemäßen Gottglauben“, da Juden und Christen mit ihrer Religion das deutsche Volk schwächen wollten und zu seiner „seelische[n] Entartung und Verwahrlosung“ beigetragen hätten (Deutscher Gottesglaube, 1932). Der nationalsozialistische Philosophieprofessor Ernst Bergmann, Mitglied der NSDAP seit 1930, stellte in seiner Schrift Erkenntnisgeist und Muttergeist (1931) eine völkische Matriarchatsvision vor, die er mit rassehygienischen Vorstellungen verknüpfte. Darin forderte er eine Rückkehr zum mütterlichen Denken, da die männliche Alleinherrschaft zur Entartung geführt habe und den Fortbestand der nordischen Rasse gefährdete, und wünschte sich eine Rückkehr zu den Göttinnen, den ursprünglichen Kulturbringerinnen. In seinem idealen matriarchalen Staat sollten Frauen eine „Naturpflicht zum Muttertum“ haben. Dem widersprach Sophie (Pia) Rogge-Börner (Rückkehr zum Mutterrecht?, 1932), die eine Verschmelzung von frauenrechtlichen Forderungen mit rassistischem und nationalistischem Gedankengut anstrebte. Leonore Kühn, die sich in der Deutschnationalen Volkspartei engagierte und die Parteizeitschrift Die deutschnationale Frau herausgegeben hatte, maß der Matriarchatstheorie von J. J. Bachofen eine zentrale Bedeutung zu. Ihre Schrift Magna Mater (1928) handelte von den angeblichen Sehnsüchten damaliger Menschen nach der Großen Mutter, für deren Niedergang sie die Männer verantwortlich machte, und widmete sich der konkreten Ausgestaltung weiblicher Spiritualität für arische Frauen, z. B. in Riten entlang der Jahreszeiten. Ein urgemanisches Matriarchat sah der völkische Denker Hermann Wirth, Mitbegründer der „Forschungsgemeinschaft Deutsches Ahnenerbe“ der SS durch die Ura-Lind-Chronik bewiesen (Die heilige Urschrift der Menschheit. 1932).
Die Zugehörigkeit zu Mutter- oder Vaterrecht wurde in den 1930er Jahren zunehmend als Ausdruck der „arischen Rasse“ gedeutet. Unter anderen hatte der Rassentheoretiker Hans F. K. Günther in seiner damals populären Schrift Rassekunde des deutschen Volkes (1922) die Auffassung vertreten, es habe „in allen europäischen Gesittungen eine Entwicklung von ursprünglichem Mutterrecht zum späteren Vaterrecht“ stattgefunden. Vaterrecht jedoch kennzeichne die „nordische Rasse“. Nationalsozialistische Kreise lehnten darum die Matriarchatsidee weitgehend ab, so Alfred Rosenberg, der führende Ideologe des Nationalsozialismus. In seinem Werk Der Mythus des 20. Jahrhunderts (1930) wies er Bachofens Matriarchatstheorie zurück, weil sie die 'völkische', maskulinistische Sicht auf die germanische Geschichte untergrabe.

### James George Frazer
Der schottische Klassizist Sir James George Frazer (1854–1941) postulierte in seinem Buch Der goldene Zweig (The Golden Bough. 1922) ein religiös-rituelles Grundmuster sämtlicher Religionsentwicklung. Diese Entdeckung hatte seinerzeit eine außerordentliche Wirkung und zur Folge, dass sich Sigmund Freud, Malinowski, Wolfgang Paalen und Robert Graves als Schüler Frazers bezeichneten.

### Robert Stephen Briffault
Mit seinem sozialanthropologischen Werk The Mothers. A Matriarchal Theory of Social Origins (3 Bde. London 1927) schloss sich der britische Arzt Robert Stephen Briffault (1876–1948) den kulturellen Evolutionisten des späten 19. Jahrhunderts an (Bachofen, Morgan). Er war von der Existenz eines universellen Matriarchats vor dem Patriarchat überzeugt. Um seine Ansicht zu verdeutlichen, argumentierte er häufig mittels Analogieschluss aus dem Tierreich, wie z. B. mit dem Vorherrschen der Matrilokalität bei den meisten Tierarten. Der Frau maß er einen zentralen Einfluss auf die Menschheitsentwicklung zu: Es seien hauptsächlich die weiblichen Sozialisationsinstinkte, die zur Entwicklung der sehr bedürftigen Männer beigetragen hätten.

„The male child is born cruel. […] Only social education can develop a tender disposition in him to any degree.“

Briffault stellte sich damit in die Tradition der bürgerlichen Schichten seiner Zeit, wonach die Sozialisation des männlichen Wesens zu den primären Aufgaben des weiblichen Geschlechts gehörte. Auch in der Religion habe die Frau eine prägende Rolle übernommen. Wie Morgan nahm er als Ursprung der Religion den Ahnenkult an. Da die ursprüngliche Gesellschaft matriarchal oder zumindest matrilinear gewesen war, habe sich die religiöse Vormachtstellung der Frau in der Verehrung einer Urahnin ausgedrückt.

„Often each tribe or clan has its primal mother. All good and bad luck comes from the mothers; it is they who, when angry, send deseases and death.“

### Bronisław Malinowski
Die Auswirkungen von matrilinearen Familienkonstellationen, in denen der Mutterbruder die Rolle des Vaters innehat, auf das Geschlechterverhältnis und Sexualverhalten bei den Trobriand-Insulanern in Melanesien beschrieb der Ethnologe Bronisław Malinowski als Ergebnis seiner Feldforschung. Er hielt es für bewiesen, dass es nicht-westliche Gesellschaften gibt, in denen sexuelle Unterdrückung unbekannt ist und kritisierte damit Freuds Ödipus-Theorie. Zu seinen Hauptwerken, die im sozialistischen und feministischen Matriarchatsdikurs rezipiert wurden, gehören Mutterrechtliche Familie und Ödipus-Komplex (1924) und Das Geschlechtsleben der Wilden in Nordwest-Melanesien (1929).

„Diese Eingeborenen sind matrilinear […] Das bedeutet, dass der Knabe oder das Mädchen zur Familie, zum Clan, zur Gemeinschaft der Mutter gehört. […] Vor allem gilt der Gatte nicht als der Vater der Kinder […] er hat physiologisch nichts mit ihrer Geburt zu tun […] Das Verhalten der Frau gegenüber dem Gatten ist durchaus nicht unterwürfig. Sie hat ihren eigenen Besitz und eine eigene private und öffentliche Einflußsphäre.“

### Wilhelm Reich
Ausgehend von Malinowski beschreibt und kritisiert Wilhelm Reich (1897–1957) in seinem Buch Der Einbruch der Sexualmoral (1932), was er „Inzest-Tabu“ nennt. Es bestehe zudem ein Zwiespalt zwischen einerseits dem freien bedürfnisorientierten Liebesleben der trobriandischen Jugend, das matriarchalen Traditionen entspreche, und andererseits einem nachfolgenden monogamen Ehezwang sowie einer nochmals nachfolgenden „Witwen-Heuchelei“ für die trobriandische Ehefrau, was einen Einbruch patriarchaler Prinzipien anzeige.

### Bertha Eckstein-Diener
Im Jahre 1932 verfasste die österreichische Schriftstellerin und Reisejournalistin Bertha Eckstein-Diener (1874–1948) unter dem männlichen Pseudonym Sir Galahad mit ihrem Buch Mütter und Amazonen eine universale weibliche Kulturgeschichte. Es war die erste ihrer Art, die versuchte, alle Veröffentlichungen seit Bachofen zusammenzufassen. Wie Bachofen bezog sich auch Sir Galahad überwiegend auf die Quellen der Mythologie und auf Reiseberichte früher Ethnologen.

### Wilhelm Schmidt
Wilhelm Schmidt (1868–1954) war ein Missions-Ethnologe katholischer Prägung, der eine Wanderungstheorie formulierte: Matriarchate seien als Hackbau-Kulturen in Hinterindien entstanden und hätten sich dann auf dem Wasserweg als Hack- und Ackerbaukulturen über die ganze Erde ausgebreitet.

### Robert Graves
Der Dichter Robert Graves sah die Grundzüge einer ursprünglichen matriarchalen Kulturepoche im gesamten Mittelmeerraum und dem Vorderen Orient in dem Mythos einer unsterblichen und allmächtigen Dreifaltigen Göttin und ihres Heros-Königs, den er nach Frazer als ritual pattern ausformte (Griechische Mythologie. 1955) und „als erzählerische Kurzschrift kultischer Spiele“ verstand. Bereits bei Frazer findet sich das Thema des Heros als Begleiter der Großen Göttin und als ihr Sohn-Geliebter, der die vergängliche Natur verkörpert und in der Gestalt eines Priesters oder Sakralkönigs regelmäßig rituell getötet wird.
Ebenfalls thematisierte Graves die Symbolisierung der Göttin in den drei Mondphasen (The White Goddess. 1948). Die „weiße Göttin“ ist nach Graves die Göttin der Dichtkunst oder die Muse. Dabei stützte er sich auf die Altertumswissenschaftlerin Jane Ellen Harrison, welche die Göttin mit den Musen und ähnlichen Gestalten der griechischen Mythologie in Verbindung gebracht hatte. Dichtkunst verstand Graves als „Anrufung der Göttin“ und war überzeugt, dass es sich dabei um einen uralten Kult handelte, der sich bis in die Altsteinzeit zurückverfolgen lasse. Für Graves fungierte die von ihm imaginierte Göttin als Quelle der Inspiration für den Mann, nicht der Stärkung für die Frau.

„Aber die Frau ist kein Dichter: sie ist entweder Muse, oder sie ist nichts.“

#### Rezeption im spirituellen Feminismus und in der ‚Matriarchatsforschung‘ der Gegenwart
Seit Ende der 1970er Jahre greifen Anhängerinnen einer Bewegung, die Feminismus und eine auf Göttinnen ausgerichtete Spiritualität vereint, auf Graves’ Mytheninterpretationen und seine Vorstellungen einer matriarchalen Vergangenheit zurück, ohne sein starres Geschlechterbild (“Man does, woman is”), das für zeitgenössische Frauen keineswegs gleiche Rechte vorsah, ideologiekritisch zurückzuweisen. Graves’ Zuschreibung der Mondphasen zur Göttin in ihren drei Aspekten Weiß, Rot und Schwarz, die zugleich die Lebensalter der Frau verkörpern sollten, wurden zum prägenden Merkmal des spirituellen oder esoterischen Feminismus seit den 1980er Jahren. In der feministischen Matriarchatsforschung wurde sie mit dem Heros-Thema nach Frazer zu einer Göttin-Heros-Struktur kombiniert als angeblichem Grundmuster von Religionen historischer Matriarchate.

### James Mellaart

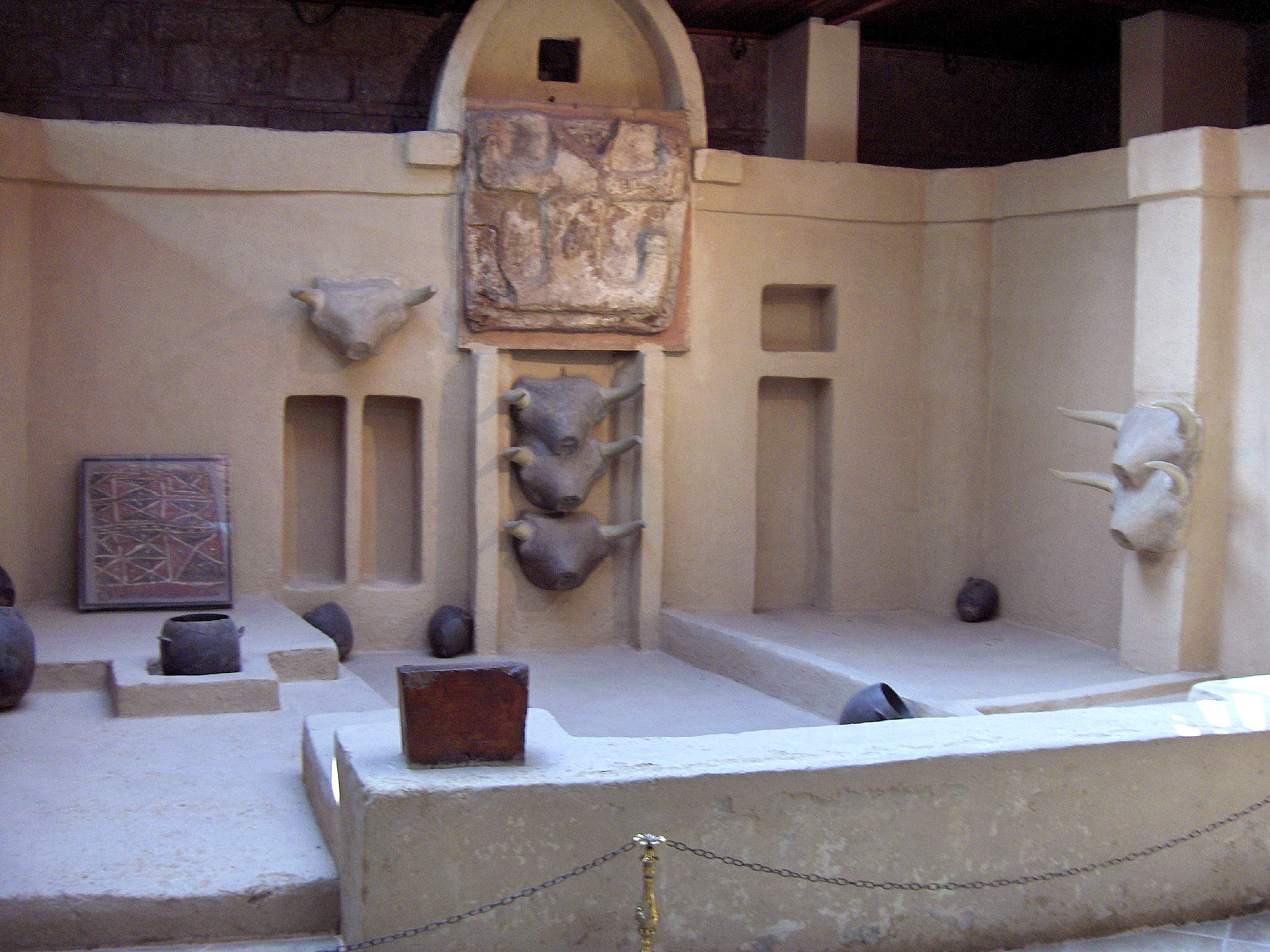
Rekonstruktion eines Innenraums von Çatalhöyük im Museum für anatolische Zivilisationen, Ankara

Einen archäologischer Fund aus dem Jahr 1958, der durch die Grabungsbefunde und -deutungen seines Entdeckers, des britischen Archäologen James Mellaart, bekannt wurde, interpretierten Matriarchatsautorinnen als Beleg für die Existenz prähistorischer Matriarchate: die jungsteinzeitliche Siedlung Çatalhöyük in Anatolien. Sie bezogen sich dabei auf Mellaarts Buch Çatalhöyük, A Neolithic Town in Anatolia (1967), das sich nach eigener Angabe an ein breites Publikum richtete und wegen fehlender Fundbelege als wenig wissenschaftlich gilt, und popularisierten es weiter. Von 1961 bis 1964 hatte Mellaart das Südareal des Ruinenhügels freigelegt. In seiner Deutung entwarf er ein von bis dahin geltenden Annahmen abweichendes Bild der Steinzeit. Danach habe schon in der Altsteinzeit ein Austausch von Wissen, Dienstleistungen und Gütern stattgefunden und die altsteinzeitlichen Höhlen, Felsunterkünfte und offenen Siedlungen zeigten bereits Sesshaftigkeit an. Die Ackerbaukultur von Çatalhöyük, in der jedoch auch Jagd und Sammelwirtschaft die Lebensgrundlage bildete, leite sich, so die Argumentation Mellaarts, von einer anatolischen Kultur des Jungpaläolithikum her und sei möglicherweise das Bindeglied zwischen Wildbeutern und einer Nahrungsmittel produzierenden Gesellschaft, „die die Grundlage unserer Zivilisation schuf.“ Mellaart nahm in Çatalhöyük Matrilokalität an und eine Religion der Großen Göttin in ihren drei Gestalten (Jungfrau, Mutter, alte Frau) mit ihrem sterbenden und auferstehenden Gefährten – eine Vorstellung, die auf den Einfluss von Jane Ellen Harrison und Robert Graves hindeutet. Der Kult sei zentral von Frauen bestimmt gewesen.

„Mit ausserordentlich hoher Wahrscheinlichkeit dürfte der Kult der Göttin hauptsächlich in den Händen der Frauen gelegen haben, wenn auch das Vorhandensein männlicher Priester keineswegs auszuschließen ist […]“

### Christian Sigrist
Im Jahre 1967 griff der marxistische Soziologe und Ethnologe Christian Sigrist mit seinem Buch Regulierte Anarchie die Frage nach der Entstehung von politischer Herrschaft auf. In seiner Analyse anhand von Sekundärliteratur über patrilineare Gesellschaften in Afrika ab Mitte des 19. Jahrhunderts legte er die These vor, dass es noch heute segmentäre Gesellschaften (d. h. politisch nicht durch eine Zentralinstanz organisiert) gebe, will heißen: Gesellschaften, die herrschaftslos leben. Dies erfolge nicht aus Naivität, sondern „als Ausdruck eines Kollektivwillens“. Gleichzeitig wies er eine andere Annahme als Vorurteil zurück, die auch dem Evolutionismus von Engels noch zugrunde gelegen habe: dass nämlich diese Gesellschaften nur deswegen herrschaftslos seien, weil keine Differenzierung auf allen Lebensgebieten bestehe. Entgegen einer solchen „Primitivitätsthese“ würden segmentäre Gesellschaften eine Vielfalt sozialer Beziehungen aufweisen. Im Unterschied zur marxistischen Auffassung gebe es, so die Argumentation von Sigrist, für die Entstehung von politischer Herrschaft keine „inneren“ Gründe. Das Gleichgewicht in segmentären Gesellschaften könne nur von außen erschüttert werden, z. B. wenn sich Klimakatastrophen oder räuberische Überfälle ereignen. Nur in Ausnahmefällen könne ein charismatischer Führer an die Macht gelangen und seine Befehle mittels Erzwingungsstabes auch gegen Widerstand durchsetzen.
Obwohl sich Sigrist nicht mit dem Thema Matriarchat beschäftigt hatte, wurden seine Forschungen von Matriarchatsautorinnen (Göttner-Abendroth, v. Werlhof) rezipiert. So bezeichnet Heide Göttner-Abendroth matriarchale Gesellschaften als „regulierte Anarchien“ und will auch den Entstehungsprozess von Patriarchaten unter Bezugnahme auf Sigrist erklären.
Sigrists These setzt jedoch ausdrücklich Patrilinearität voraus. Er hatte Bevölkerungsgruppen mit 30.000 bis 900.000 Menschen untersucht. Von solchen großen Gruppen, die hochentwickelter Sozialpraktiken bedürfen, hatte er in Afrika ausschließlich patrilinear organisierte gefunden. Daraus folgerte er, dass matrilineare Gesellschaften nicht in der Lage seien, „[…] den gleichen politischen Integrationsumfang und ein ebenso hohes Niveau kriegerischer Leistung zu erreichen wie patrilineare Gesellschaften. Solche Leistungen sind matrilinearen Gesellschaften nur möglich, wenn Zentralinstanzen vorhanden sind.“

## Seit 1974

### Marija Gimbutas
Die Archäologin Marija Gimbutas (1921–1994) spielte eine zentrale Rolle für die Popularisierung der Matriarchatsidee ab Mitte der 1970er Jahre. Ihr Fachgebiet war die Archäologie des südöstlichen neolithischen Europas, das sie Alteuropa nannte (später wandte sie diesen Begriff auf ganz Europa an). 1956 legte sie im Rahmen ihrer Ausgrabungen in Anatolien ihre Kurgan-Hypothese vor. Mit ihrem 1974 erschienenen Buch Gods and Goddesses of Old Europe widmete sie sich erstmals den Themen Religion und Geschlecht. Nach Gimbutas lebten vor der Kurganisierung Europas die Menschen in unbefestigten Dörfern und Städten friedlich zusammen. Frauen sollen unter der Ägide einer Großen Göttin in gesellschaftlichen und religiösen Belangen tonangebend gewesen sein. Gimbutas entwirft das Bild einer glücklichen Zeit vor dem Patriarchat, das von kriegerischen, nomadischen Reitervölkern aus der russischen Steppe („Kurganvölker“) gewaltsam verbreitet worden sei. Mit ihrer Methode, die sie selbst als Archäomythologie bezeichnete, wollte Gimbutas das herrschende Modell der Archäologie, das rein wirtschaftlich materiell ausgerichtet sei, grundsätzlich in Frage stellen. In ihren beiden letzten, reich illustrierten Werken, die sich an ein interessiertes Laienpublikum richteten, The Language of the Goddess (1989) und The Civilization of the Goddess (1991) stellte sie Religion und Rituale, Bräuche, Sozialstruktur, Ackerbauwirtschaft und Kunst in der Welt des Alten Europas vor, was von den Anhängern der Matriarchatsidee als archäologische Bestätigung einer matriarchalen Vorzeit aufgenommen wurde. Ein wesentlicher Aspekt ihrer Werke ist das in der ersten Hälfte des 20. Jahrhunderts populäre Idealbild der „Großen Göttin“. Obwohl Gimbutas die alteuropäischen Kulturen nicht als „matriarchal“ bezeichnete (stattdessen verwendete sie die Neubildung „matristic“), werden ihre Forschungen von zahlreichen Vertretern von Matriarchatstheorien rezipiert.
Von Anhängern einer Bewegung, die Feminismus und eine auf Göttinnen ausgerichtete Spiritualität vereint, wurde das Werk Gimbutas in den 1980ern aufgefasst als „Beweis dafür, dass prähistorische matriarchale oder matrizentrische Gesellschaften durch patriarchale Eroberung gestürzt worden seien“, so beispielsweise auch in Publikationen von Charlene Spretnak und Riane Eisler.
Gemäß fachwissenschaftlichem Konsens gab es freilich kein allgemeines Matriarchat und auch nicht den von Gimbutas angenommenen Kult der Großen Mutter in Alteuropa – auch wenn Bücher von Gimbutas „viele weniger informierte Leser dazu gebracht haben, diese vorgeblichen Ideen von Muttergottheiten/Matriarchaten als eine Frage von Glaube und Tatsächlichkeit anzunehmen“. Auch die Archäologen Colin Renfrew und Lynn Meskell traten als Kritiker der Thesen Marija Gimbutas' hervor.
Die Alttestamentlerin Christl M. Maier konstatiert: „Während Gimbutas' archäologische Studien meist anerkennend rezipiert werden, ist ihre stark verallgemeinernde Deutung der alteuropäischen und proto-indogermanischen Kulturen und ihrer Religion in mehrfacher Hinsicht umstritten: Kritisch betrachtet wird etwa, dass sie sehr unterschiedliche Grabungsfunde in Zentralasien unter dem Stichwort Kurgankultur zusammenfasst sowie die Domestizierung des Pferdes als Reittier ohne weitere Belege voraussetzt… Außerdem wird Gimbutas' universales Geschichtsbild einer Ablösung der matriarchalen durch die patriarchale Kultur im Zeitraum von 4500–3000 v. Chr. der Vielfalt der Fundorte, Siedlungsstrukturen und Phasen der Besiedlung in keiner Weise gerecht. Archäologische Funde und Texte aus dem Vorderen Orient konterkarieren darüber hinaus Gimbutas' Ein-Göttin-These, da sie eine Vielheit von Gottheiten am Anfang bezeugen… Die zumindest teilweise auf Grabungsfunden basierende These Gimbutas' wurde in der feministischen Matriarchatsforschung stark rezipiert, jedoch weiter vereinfacht zum Bild der einen Göttin, die alle Lebensbereiche wie Jugend (Jungfräulichkeit), Mütterlichkeit (Fruchtbarkeit) und Alter (Tod) umfasst.“
Ruth Tringham, emeritierte amerikanische Professorin für Archäologie, urteilt, Gimbutas habe den Interpretationsprozess grundsätzlich „mystifiziert“ und ihre eigene Schlüsse als objektive Fakten ausgegeben.

### Feministische Matriarchatsideen seit der zweiten Frauenbewegung
Im Zuge der Frauenbewegung in der zweiten Hälfte des 20. Jahrhunderts wurde der Matriarchatsbegriff von Gruppierungen, die dem kulturellen oder essentialistischen Zweig zuzurechnen sind, aufgenommen, während Vertreterinnen des sozialen Feminismus eine kritische bis ablehnende Haltung zur Matriarchatsidee einnahmen.

„Das kollektive Aufgreifen des Themas 'Matriarchat' setzt ab etwa 1976 innerhalb der deutschsprachigen Frauenbewegung ein, gleichzeitig mit dem Anwachsen des Interesses für Magie, Astrologie, Mystik und Esoterik.“

Ende der Sechziger- und Anfang der Siebziger-Jahre hatten Frauen begonnen, die Universalität der patriarchalen Gesellschaftsordnung in Zweifel zu ziehen. Die leitende Fragestellung war, ob es Kulturen gab oder gibt, in denen Frauen Schöpferinnen der Lebensverhältnisse waren und wie diese Gesellschaften im Unterschied zum Patriarchat aussehen. In dem Zusammenhang steht eine feministische Theorie, die von der These der Geschlechterdifferenz ausgeht. Demnach sind Frauen und Männer essentiell verschieden oder sind faktisch verschieden gemacht worden, und Frauen als das Andere für den gewalttätigen Gang der Geschichte nicht verantwortlich, so dass sie eine andere, gewaltfreiere Welt wollen und schaffen könnten.

„Einer Welt voll Ungerechtigkeit und Gewalt wollten sie eigene Frauenwelten entgegensetzen.“

Eine Spurensuche nach Positivbelegen für das Matriarchat in Vergangenheit und Gegenwart begann. In die Vorstellungen und Konzepte der Anhängerinnen der Matriarchatsidee in Bezug auf Weltbilder und Utopien flossen Ergebnisse und Theorien der neuen feministischen Kulturgeschichtsforschung, insbesondere US-amerikanischer Autorinnen, ebenso ein wie frühere Publikationen der Matriarchatsklassiker sowie auch ein undifferenzierter Bezug auf Literatur aus dem völkischen und nationalsozialistischen Milieu der 1920er bis 1940er Jahre. Die feministische Kritik innerhalb der Archäologie an den bis in die 1970er Jahre üblichen androzentrischen Deutungsmustern (Male Bias) führte in der Rezeption der Matriarchatsanhängerinnen oft zu einer simplen Umkehrung, einem Mechanismus, der nun „den Frauen pauschal die Entwicklung aller Kulturtechniken anrechnet.“
Zugleich damit entwickelte sich eine feministische, auf eine moderne Göttin bezogene Spiritualität – zunächst in den USA, – die aus der Kritik von Frauen an der männlich geprägten christlichen und jüdischen Theologie, der Frauenfeindlichkeit deren Schriften und der Suche nach weiblichen Gottesbildern entstanden war. Im Zusammenhang mit der Matriarchatsidee und dem spirituellen Feminismus stehen auch ökofeministische Entwürfe sowie eine positive Neubewertung der weiblichen Biologie, insb. der Gebärfähigkeit als schöpferische Kraft in Analogie zu einer weiblich konnotierten Erde und allgemein des Mütterlichen. Die spirituellen Feministinnen „sind von einer weltweiten, friedlichen matriarchalen Kulturstufe überzeugt, einem Goldenen Zeitalter, das gewaltsam durch das Patriarchat abgelöst worden sei […]“ und „verstehen ihr eigenes Schicksal als eng verbunden mit demjenigen der Göttin/Erde, diese Verbindung erachten sie als heilig.“
Ein weiterer Aspekt der feministischen Matriarchatsideen war die Deutung der Hexen als letzte Anhängerinnen einer Religion der 'Großen Göttin', die von „Christenherren und Staatsmännern“ in der frühneuzeitlichen Hexenverfolgung ausgelöscht werden sollte. Auf diesem Hintergrund entwickelte insbesondere die US-Amerikanerin Starhawk eine Hexen-Religion, die großen Einfluss auf die Ritualpraxis des spirituellen Feminismus hatte.
Die wichtigsten Autorinnen feministischer Matriarchatsideen und Spiritualität sind im englischsprachigen Raum:
Carol P. Christ, Adrienne Rich, Merlin Stone, Elizabeth Gould Davis, Charlene Spretnak, Riane Eisler, Peggy Reeves Sanday;
im deutschsprachigen Raum: Cäcilia Rentmeister, die als Einzige Matriarchat nicht primär mit einem religiösen Weltbild verband und eine „gewisse Matriarchatsschwärmerei“ und die „Wiederbelebungsversuche matriarchaler Rituale“ kritisierte;, Heide Göttner-Abendroth, Gerda Weiler, Carola Meier-Seethaler, Christa Mulack.
Ende der 1970er Jahre machten in den USA die jüdischen Feministinnen und Theologinnen Judith Plaskow und Annette Daum erstmals auf antisemitische und antijudaistische Tendenzen in Schriften vieler Vertreterinnen des spirituellen Feminismus und feministischer Matriarchatsideen aufmerksam, wonach die Juden für die Entwicklung des Patriarchats und den 'Tod der Göttin' verantwortlich seien (u. a. Elizabeth Gould Davis, Merlin Stone, Gerda Lerner,). In Deutschland setzte die Diskussion Mitte der 1980er Jahre ein. Kritisiert wurden vor allem die feministische, evangelische Theologin Christa Mulack (Die Weiblichkeit Gottes, 1983) und die Matriarchatsforscherinnen Gerda Weiler (Ich verwerfe im Lande die Kriege. Das verborgene Matriarchat im Alten Testament, 1984) und Heide Göttner-Abendroth (Die Göttin und ihr Heros, 1980).
Die meisten der kritisierten Feministinnen reagierten mit der Ausflucht, „es handle sich dabei um Versuche, ihre Überzeugungen zu diskreditieren […] und ihre Kritik des Patriarchats werde als Antisemitismus missverstanden.“ Als einzige räumte Gerda Weiler Fehler ein und revidierte in der dritten Auflage ihres Buches unter dem Titel Das Matriarchat im Alten Israel (1989) einige der antijüdischen Formulierungen, hielt jedoch an der Matriarchatsthese fest.
In den feministischen Theorien und Strömungen Italiens und Frankreichs spielte das Thema Matriarchat keine Rolle.

### Merlin Stone
Die amerikanische Bildhauerin und Kunsthistorikerin Merlin Stone postulierte in ihrem Buch When God Was a Woman (1976, deutsch: Als Gott eine Frau war, 1989) prähistorische Religionen als matriarchal und entwarf ein Bild alter Kulturen, einschließlich der ägyptischen, als matriarchale Paradiese, die von patriarchalen Indo-Europäern zerstört worden seien. Nach eigener Aussage stützte Stone ihre Ideen auf Margaret Murray und Robert Graves, deren Thesen heute als wissenschaftlich widerlegt gelten.
Sie vertrat die These, dass die hebräischen Leviten ein indoeuropäischer Volksstamm gewesen seien, der in Palästina ein angebliches vorgeschichtliches Matriarchat gewaltsam durch das Patriarchat ersetzt hätte. Nach Stone hätten die Indoeuropäer als Erfinder des Patriarchats zu gelten, doch die Juden (und dann die Christen) seien die Hauptverantwortlichen für den Untergang der Religion der Großen Göttin gewesen.

„Though the Indo-Europeans had initiated a great many changes, it was later the duty of every Hebrew and then of every Christ to suppress and destroy the worship of the female deity wherever it still existed.“

Stone stellte in ihrem Buch u. a. auch die These auf, dass Adolf Hitler seinen Nachnamen von „Schicklgruber“ zu „Hitler“ geändert habe, weil er sich damit die Aura eines indo-arischen hethitischen (englisch hittite) Lehrers geben wollte. Diese Behauptung ist Philipp Davis zufolge nicht nur faktisch und linguistisch falsch, sondern auch symptomatisch für die pseudo-historischen Thesen in Stones Werk.
Ihr Buch hatte in den 1970er und 1980er Jahren großen Einfluss auf den spirituellen Feminismus und feministische Matriarchatsvorstellungen in den USA und in (West-)Deutschland.

### Heide Göttner-Abendroth
Von Heide Göttner-Abendroth, die sich selbst als Matriarchatsforscherin bezeichnet, erschienen ab 1978 eine Reihe von Veröffentlichungen, die beanspruchen, eine Methodologie für die Erforschung von Matriarchaten bereitzustellen. Breit rezipiert wurde ihr Buch Die Göttin und ihr Heros (1980) und ihr folgendes dreibändiges Hauptwerk Das Matriarchat (1989–2000). 1986 gründete sie die private Akademie Hagia, die seither den Rahmen für ihre freien Forschungstätigkeiten bietet sowie einer Ritualpraxis, in der sie „versucht, die Religion und das Bewusstsein der prähistorischen Matriarchate neu zu etablieren.“ Im ethnologischen Teil ihres Werkes Das Matriarchat (Band II,1 und II,2) erweiterte sie ihre strukturelle Merkmalsdefinition von Matriarchat, die sie unter anderem auf den von ihr organisierten Tagungen vortrug. Einige der indigenen Autoren und Autorinnen, die ihre eigenen Ethnien erforschen und auf die sich Göttner-Abendroth bezieht, traten dort als Referenten auf.
Eine Gemeinschaftspublikation von Heide Göttner-Abendroth, Claudia von Werlhof, Carola Meier-Seethaler, Christa Mulack u. a. interpretiert die Abschwächung oder Aufgabe von Theorien eines allgemeinen Matriarchats als Effekt davon, dass Matriarchatsautorinnen in den 1990er Jahren begannen, aus ihren Annahmen und Forschungsergebnissen politische Schlussfolgerungen zu ziehen, während die in den 1970er und 80er Jahren starke Frauenbewegung eher zurückgegangen war.
Dieser Interpretation widerspricht, dass in der englischsprachigen Ur- und Frühgeschichte sowie auch in der Ethnologie die Matriarchatsthese ab Mitte der 1960er Jahre mehrheitlich aufgegeben wurde; in der westdeutschen Archäologie spielt sie seit 1945 keine Rolle mehr. Meret Fehlmann weist darauf hin, dass im spirituellen Feminismus und in der feministischen Matriarchatsforschung archäologische Werke meist mit einem gewissen zeitlichen Abstand rezipiert wurden, die deshalb „nicht mehr den neuesten wissenschaftlichen Stand abbildeten […]“. Von feministischen Ethnologinnen wurde der Matriarchatsbegriff bereits Mitte der 1970er Jahre mehrheitlich verworfen.
Göttner-Abendroths Werke sind umstritten: „In der Ethnologie, Anthropologie, Archäologie und Religionswissenschaft steht man ihrer Theorie meist eher ablehnend gegenüber, da die Existenz des von ihr beschriebenen Matriarchats mit ihrer Methode nicht nachgewiesen werden kann, […]“.

#### Hypothesen zur Religion historischer Matriarchate

Göttin-Heros-Struktur nach Göttner-Abendroth. Oben: Der Mond symbolisiert die drei Gestalten der großen Göttin: Mädchen, Frau, Greisin. Unten: Die Sonne steht für den männlichen Heros (Gefährten, Sohn-Geliebten) der Göttin. Der blaue Hintergrund symbolisiert die Weite des Kosmos, des Himmels, des Meeres etc.

Die Religion der „historischen entwickelten Matriarchate“ Vorderasiens und Europas war nach Göttner-Abendroth der Kult der Großen Göttin, die in dreierlei Gestalt auftrat. Es habe sich dabei jedoch nicht um eine transzendente Gottheit außerhalb der Welt gehandelt, sondern die ganze Welt sei als göttlich gedacht worden. In diesem Sinne sei der – in der Sicht der antiken Völker dreigegliederte – Kosmos als vollständig von weiblichen Kräften durchdrungen vorgestellt worden. Die „Göttin-Heros-Struktur“ als Muster dieser Religion will Göttner-Abendroth durch Analyse von Mythen, mittelalterlichen Epen und Märchen gewonnen haben, die sie auch als Ausdruck einer früheren gesellschaftlichen Praxis versteht.
- Im Himmel „wohnt die helle, jugendliche, atmosphärische Göttin, verkörpert im jagenden Mädchen.“
- Die Mitte – Land und Meer – ist Wohnung der Frauengöttin, „die mit ihrer erotischen Kraft Erde und Gewässer, Tiere und Menschen, Land und Meer fruchtbar macht und damit das Leben erhält.“
- „In der Unterwelt wohnt die Greisingöttin, die Todesgöttin als Alte Frau, welche alles Leben im Abgrund auflöst und zugleich aus der Tiefe wiederauferstehen lässt. Sie ist die mysteriöse Gottheit ewigen Untergangs und ewiger Wiederkehr; sie bestimmt die astronomischen Zyklen (Untergang und Aufgang der Sterne) und damit auch die Zyklen der Vegetation und des menschlichen Lebens; damit ist sie die Herrin der kosmischen Ordnung und die ewige Weisheit in Person.“[129]

Alle drei Gestalten bildeten eine Gottheit, sie seien nie völlig voneinander getrennt. Ihr Symbol sei am häufigsten der Mond mit seinen drei Phasen, als aufgehender Sichelmond Symbol der Mädchengöttin, der rote Vollmond repräsentiere die Frauengöttin und der unsichtbare Neumond sei der Unterweltsgöttin zugeordnet. Dementsprechend seien die heiligen Farben des Matriarchats auch weiß, rot und schwarz. Der männliche Heros gelte als Gefährte und Geliebter der Göttin. Sein Symbol sei unter etlichen anderen die Sonne. Er durchlaufe die Stadien Initiation im Sinn der Vollbringung von großen Taten, Heilige Hochzeit mit der Göttin sowie Opfertod und Wiedergeburt durch die Göttin. Im Verhältnis zur ewigen Göttin repräsentiere er den sterblichen Menschen.
In matriarchalen Religionen habe es nach Göttner-Abendroth keine Dogmen oder heiligen Bücher gegeben, sondern innerhalb des oben beschriebenen Rahmens eine große Vielfalt von Mythen und Kulthandlungen.
- Im Frühjahr sei die Göttin in ihrer jugendlichen Gestalt sowie die Initiation des Heros gefeiert worden. Dies symbolisierte gleichzeitig die Wiederkehr des Lebens.
- Im Sommer sei die Heilige Hochzeit zwischen Göttin und Heros gefeiert worden. Hierdurch sollte die Fruchtbarkeit des Landes gesichert werden.
- Im Herbst sei der „Tod“ des reifen Getreides als Voraussetzung für das Leben des Menschen verstanden worden. Der Opfertod und die Jenseitsfahrt des Heros-Königs symbolisierten die Sterblichkeit des Menschen, er fahre zur Unterweltsgöttin, um für das Wohlergehen seines Volkes zu bitten. Im Herbst habe man auch der Ahnen und Ahninnen der Sippe gedacht.[133]
- Im Winter sei die Wiedergeburt des Lebens gefeiert worden. Man habe sich ganz konkret vorgestellt, dass die Seelen der Verstorbenen in den Kindern der gleichen Sippe wiedergeboren werden.[134]

#### Rezeption
Göttner-Abendroths Werke werden im wissenschaftlichen Diskurs meist „in Fußnoten oder in kritischer Distanzierung, im Kontext von Gesellschaft und Geschlecht zitiert“. Einige Autoren, die an der Matriarchatsidee festhalten, beziehen sich positiv auf ihre Definition des Matriarchatsbegriffs. Göttner-Abendroths Merkmalsdefinition habe es ihr ermöglicht, die besonderen Verhältnisse von Juchitan zu erforschen, so Veronika Bennholdt-Thomsen im Vorwort zu ihrem Buch Juchitan. Stadt der Frauen. Vom Leben im Matriarchat. Weitere sind Claudia von Werlhof und Kurt Derungs. Als „Klassikerin der Matriarchatsforschung“ sei sie jedoch „vor allem im Blick auf ihre populäre Wirkung zu bezeichnen“.
Eine deutlich stärke Rezeption erfahren sie im Neuheidentum (Neopaganismus), insbesondere in der Göttinnenspiritualität und der Wicca.

#### Wissenschaftliche Beurteilung
Der Historiker Felix Wiedemann weist darauf hin, dass das von Göttner-Abendroth geschilderte Schema matriarchaler Religionen maßgeblich von Robert Graves geprägt wurde. Die im Zentrum stehende Figur der Dreifaltigen Göttin und ihres Heros/Sohngeliebten entstamme keinem archaischen Pantheon, sondern müsse im Wesentlichen als synthetisches Produkt der Mythenkonstruktionen des 19. und frühen 20. Jahrhunderts angesehen werden.
Die Marburger Alttestamentlerin Christl M. Maier befindet: „Ähnlich wie Gimbutas vereinfacht Heide Göttner-Abendroth die sehr komplexen unterschiedlichen Mythen der um das Mittelmeer siedelnden verschiedenen Völker zum Mythos von der einen Göttin und ihres Sohngeliebten, ohne allerdings einzelne Quellen oder einschlägige Fachliteratur auszuweisen“.
Angela Schenkluhn führt Göttner-Abendroth als Beispiel dafür an, dass feministische Forschung zu Matriarchaten eine Wiederbeschwörung einer besseren Gesellschaft sei, eine in die Vergangenheit verlagerte Utopie; das „Matriarchat“ unterliege bei Göttner-Abendroth, entgegen den Wertungen etwa Bachofens, einer „Gegen-Mythologisierung“ im Sinne einer friedvollen „mythischen Zeit“.
Die feministische Philosophin Helga Laugsch fasst ihre Kritik an Göttner-Abendroth folgendermaßen zusammen: „Sie stützt sich überwiegend auf Bachofen und Graves, distanziert sich spät und ideologisch etwas spärlich von ihnen. Ihr eigener Anteil an der Mytheninterpretation ist schwer auszumachen, da kaum gekennzeichnet. Philosophisch tätigt sie einen Zirkelschluss, indem sie ihre Ausgangsgröße (Matriarchat) mit demselben beweist.“
Susanne Heine kritisiert die Vermischung von Ideologiekritik und die Formulierung neuer Erkenntnisse in einem Zirkel von Vorannahme und Ergebnis. Das führe dazu, dass nicht ist, was nicht sein darf – eine Haltung, die an totalitäre Systeme […] erinnere: Hinweise, die gegen die Existenz des Matriarchats sprechen, werden als patriarchal bedingte Vorurteile abgelehnt, während das als objektiv gültig gewertet wird, was den eigenen Interessen entspricht.
Der Zürcher Religionswissenschaftler Christoph Uehlinger charakterisiert Göttner-Abendroths Publikationen wie folgt: „«Wesentliche Teile ihrer Darstellung werden nicht argumentativ rational auf der Grundlage der kritischen Interpretation von Quellen begründet.» Zielpunkt sei vielmehr eine «Vision von der Überwindung eines durch patriarchale Ideologie verstellten Bewusstseins», der Gestus einer «ideologiekritischen Entschleierung», gleichsam «Offenbarung eines neuen Wissens»[…] «Sie ist in gewisser Weise vergleichbar mit Positionen der Anthropo- und der Theosophie und anderer neureligiöser Bewegungen, die Neo-Mythologie mit wissenschaftlichem Anspruch verbinden.» Speziell an ihrem Ansatz sei aber die Bezugnahme auf die Ur- und Frühgeschichte. Die Rekonstruktion einer besseren Vorzeit schreibe in gewisser Weise die Traditionsgeschichte der «verlorenen Paradiese» fort.“
Die Theologin Stefanie Knauß kommentiert: „Die wertende Sprache ihrer Beschreibungen […] sowie die polemische Abwehr der Kritik an ihren Theorien […] spricht nicht für den wissenschaftlichen Anspruch, den sie selbst an ihre Forschung stellt.“
Die Ethnologin Dominique Stöhr kritisiert anhand der Publikationen von Göttner-Abendroth:

„Außer der Umkehrung der negativen Bewertung einer mutterrechtlichen Kulturform in eine positive, hat sich in den Denkmustern dieser Matriarchatsforscherinnen seit dem evolutionistischen Ansatz nicht viel verändert. Auf den ersten Blick erscheint dieses Modell eines ‚Spirituellen Öko-Feminimus‘ verlockend, entpuppt sich aber auf den zweiten Blick als Utopie, das weder auf einer wissenschaftlichen Grundlage basiert, noch feministische Zielsetzungen verfolgt. Was sich hier hinter dieser ‚frauenbewegten‘ Forschung versteckt, sind schlichtweg Geschlechtsdualismen, die einem konservativen, biologischen Determinismus verhaftet sind und willkürlich alle positiven humanen Eigenschaften einem weiblichen Prinzip zuschreiben.“

Meret Fehlmann beurteilt Göttner-Abendroths Methodik wie folgt: „Vorsicht ist bei ihrer erklärten Ideologiekritik ebenso geboten wie bei der Interdisziplinarität, die sich hauptsächlich auf das Referieren der Resultate von Forschungen aus verschiedenen Disziplinen beschränkt […]“. Die von ihr angekündigte ideologiekritische Sichtweise lasse sie selber stark vermissen. Es gehe ihr vor allem darum, ihre Sicht auf die matriarchale Vergangenheit zu präsentieren.
In Göttner-Abendroths Schilderungen matriarchaler Religionen und Rituale stellt Fehlmann eine „gewisse Gewalttolerierung“ fest: „Göttner-Abendroth wird nicht müde zu betonen, dass die in diesen Feierlichkeiten zelebrierten Ereignisse und damit auch der Opfertod des Heros tatsächlich vollzogen und nicht imitiert wurden. […] Der regelmäßige Opfertod des Heros/Mannes geschieht als 'freiwilliges Selbstopfer' und wird deshalb nicht als problematisch verstanden.“
Helmut Birkhan kritisiert, dass Göttner-Abendroths Sicht auf den Hieròs gámos unter dem Schlagwort „Die Göttin und ihr Heros“ (1980) stehe, die in sich die Behauptung einer heilen Welt des Matriarchates als Gegenstück zu den „patriarchalen Perversionen eines glücklichen Urzustandes“ (Birkhan) trage. Die von ihr 1986 gegründete autonome Bildungsstätte Akademia Hagia stuft er als aschram- oder sektenähnliche Institution ein, in der Initiandinnen in einer Initiationszeremonie eingeweiht werden, der Göttner-Abendroth als Personifikation der Göttin Brigid vorstehe.

### Reeves Sanday
Peggy Reeves Sanday ist Professorin für Anthropologie an der Universität von Pennsylvania und Feministin der Zweiten Frauenbewegung in Nord-Amerika. Sie entwickelte auf dem Hintergrund ihrer Forschungen über die Minangkabau auf Sumatra seit 1981 und nach Auseinandersetzung mit Bachofen und dessen Rezeption eine eigene Definition des Matriarchatsbegriffs.
Sandays sehr weite Verwendung des Matriarchatsbegriffs wurde z. B. von der Anthropologin Janet Hoskins zurückgewiesen. „Matriarchat“ werde so zu einem „Sammelbegriff für Gesellschaften, in welchen die weiblichen Leistungen von Reproduktion, der Ernährung und Erziehung der Kinder geschätzt wird“. Diese Begriffsbestimmung sei zu breitgefasst, um für vergleichende Zwecke zu taugen. Was faktisch bei den Minangkabau vorliege, werde ansonsten z. B. schlicht als „frauenbezogen“ beschrieben.

### Christa Mulack
Christa Mulack (1943–2021) war eine evangelische, feministische Theologin, die seit 1983 über die ihrer Ansicht nach matriarchalen Voraussetzungen des Gottesbildes publizierte. Mulack ging es darum, die ihrer Meinung nach eigentliche, ursprüngliche Botschaft der Bibel zu rekonstruieren in dem Bestreben, das Christentum feministisch zu reformieren. Darin unterscheidet sie sich von anderen feministischen Exponentinnen der Matriarchatsthese. Nach Mulack sind Frauen und deren Qualitäten das Urfundament des Christentums. Die Geschlechterpsychologie C. G. Jungs fungiert bei ihr als Grundlage ihrer These einer psychologischen und spirituellen Überlegenheit des Weiblichen, die sie mit Verweis auf die „Biologie als Bestätigung weiblicher Priorität“ ergänzt.
In ihrer Darstellung bediente sich Mulack in den Augen ihrer Kritiker nicht nur antisemitischer Stereotype, sie identifiziert das Judentum mit „dem Patriarchat“ schlechthin.
In ihrem 1987 erschienenen Buch Jesus – der Gesalbte der Frauen stellt sie Jesus als Typus des matriarchalen Menschen und „Überwinder der jüdisch-patriarchalen Tradition“ dar. Als Schüler der Frauen habe der jüdische Mann Jesus nur durch mehrere Begegnungen mit ausländischen (d. h. nicht-jüdischen) Frauen den „männlichen Judenstolz“ sowie jenen „ihm eingeimpften Rassismus und Sexismus“ überwinden können. In diesem Kontext avanciert Jesus bei ihr zum „Gesalbten“ eines matriarchalen „Priesterinnenordens“.
Der antisemitische Charakter von Mulacks Argumentation tritt besonders deutlich in ihrer Behauptung hervor, auch nationalsozialistische Exekutoren des Judenmords wie Adolf Eichmann stünden letztlich in der Tradition jüdisch-patriarchaler Gesetzesmoral. Felix Wiedemann sieht darin „einen jener Versuche, Juden für ihre eigene Verfolgung verantwortlich zu machen, wie sie Antisemiten schon immer zur Rechtfertigung ihrer Ressentiments hervorgebracht haben.“
Im fachwissenschaftlichen Diskurs wird Mulack, oft zusammen mit Gerda Weiler, im Zusammenhang mit dem Antijudaismus- bzw. Antisemitismusvorwurf rezipiert und öfters auch in kritischer Distanzierung zum Matriarchatsbegriff erwähnt.

### Gerda Weiler
Im Jahre 1984 verfasste Gerda Weiler (1921–1994) das Werk Ich verwerfe im Lande die Kriege, das sich mit angeblich matriarchalen Mustern bei Stämmen des alten Israel befasst.

### Riane Eisler
Einflussreich war auch das Buch Kelch und Schwert (1993, engl. The Chalice and the Blade, 1987) von Riane Eisler. Sie schlägt als Alternative zu Patriarchat und Matriarchat eine partnerschaftlich organisierte Gesellschaft vor, die sie Gylanie nennt.

„Gy ist abgeleitet von dem griechischen Wort gyne für ‚Frau‘, an wiederum von ana für ‚Mann‘ […] der Buchstabe l [steht] für die Lösung unserer Probleme durch die Befreiung beider Menschheitshälften von einer ebenso verdummenden wie verzerrenden, durch androkratische Herrschaftshierarchien aufoktroyierten Rollenfestsetzung.“

Eislers Partnerschaftsmodell erinnert an die Pendeltheorie von Mathilde Vaerting, die in ihrem Buch Neubegründung der Psychologie von Mann und Weib, Bd. 1. Die weibliche Eigenart im Männerstaat und die männliche Eigenart im Frauenstaat (1921) ebenfalls eine eingeschlechtliche Herrschaft ablehnte.

### Barbara Alice Mann
Barbara Alice Mann ist Dozentin für Native American Studies an der Universität von Toledo. Irokesischer Herkunft (Ohio Bear Clan Seneca), erforscht sie Geschichte und Traditionen ihrer eigenen Gesellschaft und nennt sie matriarchy. Barbara Mann ist keine Rezipientin von Bachofen oder dessen Rezipienten wie Heide Göttner-Abendroth. Auch einige andere Indigene in den USA und Kanada bezeichnen ihre traditionelle Gesellschaft als matriarchy, wie zum Beispiel in einer Erklärung der Six Traditional Women’s Council Fire. Dieser Gebrauch des Terminus ist ein Relikt aus den Kontakten mit europäischen Missionaren und Ethnologen im 18. und 19. Jahrhundert (Lafitau, Morgan), die diese Gesellschaftsform positiv bewertet Mutterrecht nannten, um ihre Vorstellung der Andersartigkeit im Vergleich zur christlich-abendländischen Gesellschaft zum Ausdruck zu bringen. Bis zum 18. Jahrhundert sollen die Irokesen ein „goldenes matriarchales Zeitalter“ gekannt haben. Mit der erzwungenen Sesshaftigkeit beider Geschlechter wurde die starke Stellung der Frauen graduell abgebaut.

## Kritische Studien zur Genese und Rezeption der Matriarchatstheorien

### Uwe Wesel
Der Rechtshistoriker Uwe Wesel argumentiert in einer 1980 (Neuauflage 1999) erschienenen Studie Der Mythos vom Matriarchat. Über Bachofens Mutterrecht und die Stellung von Frauen in frühen Gesellschaften vor der Entstehung staatlicher Herrschaft, dass es ein Matriarchat als Kulturstufe der Menschheitsgeschichte nie gegeben habe. Bachofens Methode, Mythen als Erinnerung an reale Gegebenheiten zu verstehen, sei wissenschaftlich nicht haltbar. Dieser habe vielmehr selbst einen Mythos geschaffen, in dem sich die angebliche sittliche und intellektuelle Überlegenheit der Männer mühsam gegen die kultische Dominanz der Frauen durchgesetzt habe. Allenfalls habe es bei einigen Gesellschaften unter bestimmten Bedingungen eine Trennung der Geschlechter im Alltag und daraus resultierend eine Matrifokalität gegeben.

### Brigitte Röder, Juliane Hummel und Brigitta Kunz
Die Prähistorikerinnen Brigitte Röder, Juliane Hummel und Brigitta Kunz legen 1996 (Neuauflage 2001) mit Göttinnendämmerung. Das Matriarchat aus archäologischer Sicht eine Publikation vor, in der sie die feministische „Matriarchatsforschung“ prüfen und als unwissenschaftlich kritisieren. Ihr Resümee: Das Matriarchat ist mit archäologischen Mitteln weder zu beweisen noch zu widerlegen, was auch für das Patriarchat gelte.

### Cynthia Eller
Die amerikanische Philosophin, Professorin für Frauenstudien und Religionswissenschaften, Cynthia Eller kritisiert in ihrem 2000 erschienenen Buch The Myth of Matriarchal Prehistory die Matriarchatsthese vor allem aus ideologiekritischer Sicht. Ihr zufolge handelt es sich hierbei um das Wunschdenken von Anhängerinnen des differenzialistisch orientierten Zweigs der Frauenbewegung. Die These vom Matriarchat habe eine vergleichbare Funktion, wie sie der Beschreibung eines „Urkommunismus“ in der Arbeiterbewegung des 19. Jahrhunderts unterstellt wird, und sei rein ideologischen Bedürfnissen geschuldet. Ihrer Meinung nach halten auch die archäologischen Funde einer näheren Überprüfung nicht stand. In ihrer 2011 erschienenen Studie Gentlemen and Amazons. The Myth of Matriarchal Prehistory, 1861–1900 untersucht sie die intellektuelle Geschichte des Matriarchats-Mythos gegen Ende des 19. Jahrhunderts.

### Peter Davies
Der Kulturwissenschaftler Peter Davies untersucht in seiner 2010 erschienenen Studie Myth, Matriarchy and Modernity die Wurzeln von Matriarchatsmythen in der deutschen Kultur. Er zeigt, wie Bachofens Werk über das Mutterrecht im späten 19. und frühen 20. Jahrhunderts im Zusammenhang der Debatten über das Verhältnis von Mythos, Moderne und Geschichte, Feminismus und Anti-Feminismus, Utopismus und Rationalitätskritik gelesen wurde.

### Meret Fehlmann
Die Schweizer Kulturwissenschaftlerin Meret Fehlmann legte 2010 mit ihrer Doktorarbeit Die Rede vom Matriarchat: Zur Gebrauchsgeschichte eines Arguments eine umfassende Studie zur Genese und ideologischen Verwendung von Hypothesen historischer Matriarchate und eines „Kults der Grossen Göttin“ in sozialistischen, völkischen, esoterischen und feministischen Kontexten, unter anderem innerhalb der ersten und zweiten Frauenbewegung und der Lebensreformbewegung, vor. Die Historikerin Beatrix Mesmer schrieb dazu: „Sie zeigt auf, aus welchen Quellen die mutterrechtlichen Vorstellungen schöpfen und wie die aus einer breiten Palette wissenschaftlicher Disziplinen übernommenen Theorien im Laufe der Zeit von ganz verschiedenen Bewegungen zu einer identitätsstiftenden «Gebrauchsgeschichte» verarbeitet worden sind.“

### Helga Laugsch
Die Philosophin Helga Laugsch diskutiert in ihrer Dissertation Der Matriarchats-Diskurs (in) der zweiten deutschen Frauenbewegung (1995: überarb. u. erw. Neuauflage 2011) die seit Bachofen aufgestellten Matriarchatstheorien und hinterfragt diese auf ihre Geschlechter- und Gesellschaftsideologien. Im Zentrum steht die Kontroverse zwischen den Pro- und Contra-Matriarchat-Gruppierungen innerhalb des Feminismus.

### David Graeber und David Wengrow
Mit ihrem Buch Anfänge. Eine neue Geschichte der Menschheit aus dem Jahre 2022 möchten die beiden Autoren die Diskussion neuerer Erkenntnisse in Bereichen wie der Anthropologie und Archäologie anstoßen, wozu sie neben zahlreichen anderen Themen auch Matriarchate in den Blick nehmen.
So betreten die beiden Autoren die in ihren Worten „verbotene wissenschaftliche Zone und diskutieren die Möglichkeit jungsteinzeitlicher Matriarchate“. Sie berichten davon, dass die Matriarchatstheorien in der Vergangenheit stark mit Bedeutung aufgeladen und politisiert wurden. In einem Abriss diskutieren sie etwa Matilda Joslyn Gage, Otto Gross und Marija Gimbutas (siehe oben im Artikel). Das Thema sei zudem sehr stark tabuisiert:

„Der Auslöschungsgrad [matriarchalischer Geschichtsauslegungen] war außergewöhnlich und weitaus höher, als der bloße Verdacht einer überbewerteten oder überkommenen Theorie dies entschuldigen würde. In wissenschaftlichen Kreisen maßregelt man heute die Annahme eines primitiven Matriarchats wie ein intellektuelles Vergehen, vergleichbar mit »wissenschaftlichem Rassismus«. Seine Vertreter wurden aus der Geschichte getilgt: Matilda Gage aus der Geschichte des Feminismus und Otto Gross aus der Geschichte der Psychologie [...].“

Im Rahmen ihrer Diskussion des Themas und des Forschungsstandes empfehlen sie, Begriffe wie „Matriarchat“ oder „Gynaikokratie“ bei Verwendung sauber zu definieren, da je nach Autor die Bedeutung variiere.
In einem kurzen Beispiel definieren sie etwa den Begriff Matriarchat so, dass „Frauen [...] eine überlegene Machtposition im Alltagsleben innehaben“ (im Sinne der Autoren als Haushaltsvorstände, deren Rolle dann weitere Bereiche umfassen könnte).
Ausgehend von dieser Definition vermuten sie, dass der in ihrem Buch öfter genannte Häuptling Kondiaronk dann durchaus in einer matriarchalischen Gesellschaft gelebt haben könnte. Diese Auslegung des Matriarchatsbegriffes träfe dann ebenso etwa auf Pueblo-Völker wie die Hopi und die Zuñi zu.
In diesem Zusammenhang nennen die beiden Autoren außerdem, dass Frauen in vorzeitlichen Kulturen »Pflanzenwissen« (vgl. etwa Lévi-Strauss' Wildes Denken) besessen hätten: „[...] neue Methoden, aus wilden Pflanzen Nahrung, Gewürze, Medizin, Pigmente oder Gift herzustellen [...] [und] auch die Entwicklung faserbasierter Handwerks- und Wirtschaftszweige sowie die abstrakteren Formen von Wissen über Zeit, Raum und Struktur, die man in der Regel darüber erwirbt. Textilien, Körbe, Netze, Matten und Tauwerk wurden höchstwahrscheinlich immer parallel zur Kultivierung essbarer Pflanzen entwickelt.“ An dieser Stelle weisen die Autoren darauf hin, dass, ähnlich wie matriarchalische Auslegungen, der weibliche Beitrag zum Wissen einer Sozietät auffallend häufig – bewusst oder unbewusst – übersprungen oder in Abstraktionen gehüllt würde.

## Rezipierende Werke in Belletristik und Film (Auswahl)
Romane
- Christa Wolf: Kassandra. Suhrkamp (Tb.), Frankfurt 2008 (Erstaufl. 1983), ISBN 978-3-518-46052-8. Christa Wolfs Reflexionen zu ihrem Roman: Voraussetzungen einer Erzählung: Kassandra. Frankfurter Poetik-Vorlesungen, Suhrkamp, Frankfurt 2008 (Erstauflage 1983), ISBN 978-3-518-46053-5.
- Christa Wolf: Medea. Stimmen, Suhrkamp (Tb.), Frankfurt 2008 (Erstaufl. 1989), ISBN 978-3-518-46008-5.
- Charlotte Perkins Gilman: Herland, Rowohlt (Tb.), Hamburg 1994 (Original 1915), ISBN 978-3-499-14607-7.
- Gerhart Hauptmann: Die Insel der großen Mutter oder Das Wunder von Île des Dames. Eine Geschichte aus dem utopischen Archipelagus, Ullstein, Berlin 1994 (Erstaufl. 1924), ISBN 3-548-30333-1.

Fantasy
- Marion Zimmer Bradley: Die Nebel von Avalon. Fischer (Tb.), Frankfurt 1999 (dts. Erstaufl. u. engl. Original 1983), ISBN 978-3-596-28222-7.
- Marion Zimmer Bradley: Die Matriarchen von Isis. Köln 1986, ISBN 978-3-404-13046-7
- Evangeline Walton: Die vier Zweige des Mabinogi, (2 Bde.) Klett-Cotta 2001 (Erstaufl. 1974), ISBN 978-3-608-95148-6.
- Barbara G. Walker: Amazone. Fischer, Frankfurt 1996, ISBN 3-596-12566-9.
- Mary Mackey: Im Jahr der Pferde, Goldmann, München 1997, ISBN 3-442-41559-4.

Spielfilme
- 1996: Pier Paolo Pasolini: Medea.
- 2001: Uli Edel: Die Nebel von Avalon.